# Vieux-Viel
Vieux-Viel település Franciaországban, Ille-et-Vilaine megyében. Lakosainak száma 328 fő (2022. január 1.). Vieux-Viel Bazouges-la-Pérouse, Pleine-Fougères, Sougéal, Trans-la-Forêt és Val-Couesnon községekkel határos.

## Népesség
A település népessége az elmúlt években az alábbi módon változott:
| Lakosok száma | 429  | 346  | 323  | 286  | 319  | 321  | 315  | 317  | 320  | 328  |
|               | 1968 | 1982 | 1990 | 2006 | 2013 | 2015 | 2017 | 2019 | 2020 | 2022 |